# Munna aculeata
Munna aculeata là một loài chân đều trong họ Munnidae. Loài này được Sivertsen & Holthuis miêu tả khoa học năm 1980.